# Bebe Moore Campbell
Elizabeth Bebe Moore Campbell, née le 18 février 1950 à Philadelphie et morte le 27 novembre 2006 à Los Angeles, est une femme de lettres afro-américaine.

## Biographie
Elizabeth Bebe Moore naît le 18 février 1950 à Philadelphie. Elle est la fille de George Linwood Peter Moore et de Doris Edwina Carter Moore. Peu après sa naissance, ses parents se séparent.
Dans des romans tels que Your Blues Ain't Mine, Singing in the Comeback Choir, Brothers and Sisters, What You Owe Me et 72-Hour Hold, les sujets portent globalement sur la condition moderne et la condition humaine.
Elle meurt le 27 novembre 2006, chez elle à Los Angeles des complications d'un cancer du cerveau.